# Harúspex

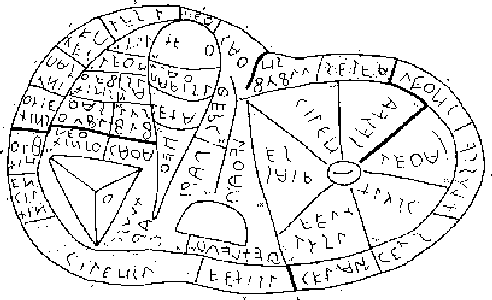
Taula de bronze en forma de fetge, emprada per a fer prediccions, trobada a Pícenum i coneguda amb el nom de fetge de Piacenza

Harúspex o arúspex (en llatí plural Haruspices o Aruspices) és el nom dels endevins que interpretaven la voluntat dels déus inspeccionant entranyes d'animals sacrificats a tal efecte. El nom llatí haruspex s'aplicava també pels romans a alguns profetes o endevins estrangers. El concepte romà deriva directament de la religió etrusca, com una de les tres branques de la disciplina etrusca.
Els termes llatins haruspex i haruspicina provenen d'una paraula arcaica, hīra = "entranyes, intestins" (cognat amb hèrnia = "vísceres que sobresurten" i hira = "budell buit"; PIE *ǵʰer-) i de l'arrel spec- = "a observa, observa". El grec ἡπατοσκοπία hēpatoskōpia prové de hēpar = "fetge" i skop- = "examinar".

## Orígens
Originàriament van arribar a Roma des d'Etrúria, segons Titus Livi. L'art dels harúspexs era en certa forma similar al dels àugurs, però mai van tenir la seva importància política i es consideraven més aviat intèrprets de la voluntat dels déus, sense tenir cap autoritat religiosa. No formaven part de la política religiosa de l'estat romà durant la República ni mai van ser considerats sacerdots ni van tenir cap col·legi que els agrupés ni cap magistrat al seu front. Rebien un salari per la seva activitat.
Segons Dionís d'Halicarnàs, els va instituir Ròmul, que en va escollir un de cadascuna de les tres tribus, però aquesta informació no sembla correcta. Sota l'Imperi Romà, va existir un col·legi dels seixanta harúspexs fundat per l'emperador Claudi, segons diu Tàcit. Ciceró a la meitat del segle i aC, parla d'un summus magister, que simplement devia ser el més important dels harúspexs o un mestre de l'escola d'harúspex d'Etrúria.
Interpretaven la voluntat dels déus per l'aparença de les entranyes (exta) dels animals oferts en sacrifici (de vegades se'ls anomena extispices, i el seu art extispicium), i també pels llamps, terratrèmols i altres fenòmens extraordinaris anomenats en conjunt portenta. Tant els mals que auguraven els trons com les interpretacions dels llamps eren també funcions dels pontífexs i dels àugurs, però sembla que els harúspexs ho interpretaven de forma més detallada.
Els etruscs van crear un mite per explicar l'origen dels harúspexs. Segons explica Ciceró, hi havia un pagès etrusc que llaurava el camp vora Tarquínia i se li va aparèixer una figura d'aspecte infantil anomenat Tages una deïtat etrusca i va revelar els procediments per exercir el que se'n va dir Disciplina Etrusca. L'art es va compilar en uns llibres anomenats libri haruspicini, fulgurales, et tonitruales. Aquesta forma d'endevinació va ser considerada prou important perquè el senat romà decretés que alguns joves etruscs de les millors famílies en fossin instruïts. El mateix senat els consultava sovint, igual que persones privades, però progressivament van perdre la confiança de la classe alta romana. Ciceró explica una dita de Cató que es preguntava com era que un harúspex no es posava a riure quan en veia un altre, i s'indignava al veure un harúspex assessorar al senat. Claudi va intentar reviure l'estudi d'aquesta art que havia caigut en decadència i va fer aprovar un decret en aquest sentit, pel qual els pontífexs havien de determinar quines parts dels seus llibres es podien conservar, però els efectes del decret són desconeguts. En temps d'Alaric I (395-410) encara es parlava dels harúspexs.
El nom d'harúspex s'aplica de vegades a qualsevol endeví o profeta.